# Таранатха
Таранатха (1575 – 1634) е лама от линията Джонанг на тибетския будизъм, собено почитан като учен и ерудит. Роден в Тибет както традиционно се смята на рождения ден на Падмасамбхава. Първоначалното даденото му тибетско име е Кунга Нингпо, отговарящо на санскрит на Анандагарбха. Санскритското име Таранатха, с което фактически става известен той приема поради значението, което той отдава на познанията си по този език. По това време с Тибет владеенето му вече било много по-рядко отколкото в по-ранните времена. Освен това така той отдава почит и благодарност на индийския си учител Будагуптанатха.
Както при много от великите учители неговите необичайни качества биват забелязани още в детството му. Той е ученик на лами като Дже Драктопа, Йеше Уангпо, Кунга Таши и Джампа Лундруп, а най-важният му учител е Будагуптанатха.

## Активност
Таранатха е продуктивен писател и всепризнат учен. Най-известната му работа е „История на будизма в Индия“ от 1608 г. Негов друг важен труд е „Златната броеница, произход на тантрата на бодхисатва Тара“ от 1604 г.
През 1614 г. Таранатха основава особено важния за Джонанг манастир, Тактен Дамчолинг в долината Цангпо, на около 300 километра западно от Лхаса. След превземането му от Гелугпа по времето на петия Далай Лама през 1642 г. манастирът става известен като Ганден Пунцоклинг.

## По-късни прераждания
Вероятно скоро след 1614 г. Таранатха заминава а Монголия, където както се смята основава множество манастири. Умира вероятно в Улан Батор. Неговото прераждане става известно като Занабазар, първи Богдо Геген и Джецундамба Кутунгту на Монголия. Последното му прераждане е 9-ият Джецундамба Кутунгту, починал през 2012 г.